# Pettoncourt
Pettoncourt település Franciaországban, Moselle megyében. Lakosainak száma 298 fő (2022. január 1.). Pettoncourt Brin-sur-Seille, Moncel-sur-Seille, Attilloncourt, Chambrey és Grémecey községekkel határos.

## Népesség
A település népességének változása:
| Lakosok száma | 147  | 229  | 255  | 291  | 289  | 288  | 291  | 295  | 296  | 298  |
|               | 1968 | 1982 | 1990 | 2006 | 2013 | 2015 | 2017 | 2019 | 2020 | 2022 |